# Natrium
Natrium (latinskt namn natrium och kemiskt tecken Na) är ett mjukt, metalliskt grundämne. Natrium tillhör gruppen alkalimetaller och är ganska vanligt i jordskorpan. Natriummetall är ytterst reaktivt och föreligger därför alltid i form av salter. Rent natrium, som är en mjuk och lätt glänsande metall, förvaras i regel i någon typ av olja, såsom paraffinolja eller fotogen för att förebygga oxidering. Natriumjonen, Na+ är den vanligaste katjonen i havsvatten och har viktiga biologiska roller. Växter har dock ett lågt natriumbehov och brist uppstår inte utan människans påverkan. Människor får ofta i sig alldeles för mycket genom att vi blivit vana vid smaken av (ursprungligen) salt i konserverade livsmedel. Rekommenderat dagligt intag anges till högst 2–3 gram natrium, den mängd som finns i 5–7 gram vanligt koksalt (det vill säga natriumklorid, NaCl). Det är inte heller bra att äta för lite salt, då det kan framkalla ett epileptiskt anfall, även hos icke epileptiker. För allmänt välbefinnande bör man äta minst 4 gram salt per dag (exempelvis 99,9 % NaCl och 5 mg/100 g jod).

## Föreningar
I sina föreningar är natrium alltid envärt; i vattenlösning av ett lösligt natriumsalt bildas alltså jonen Na+.
- Natriummanganat (Na2MnO4) och natriumpermanganat (NaMnO4) är två oxiderande natriumsalter.
- Natriumklorid (NaCl) är ett mycket vanligt ämne i hemmet mer känt som koksalt.
- Natriumnitrat (NaNO3) är ett konserveringsmedel mer känt som natronsalpeter eller salpeter.
- Natriumhydroxid (NaOH) är en frätande bas som används vid rensning av avlopp.

## Förekomst
Natrium är det sjätte vanligaste grundämnet i jordskorpan och är ganska vanligt i havet i form av natriumklorid.

## Framställning
Natrium framställs nu för tiden genom elektrolys av smält natriumklorid.
Vid anoden: 2Cl− → Cl2 + 2e−
Vid katoden: 2Na+ + 2e− → 2Na
År 1807 framställdes för första gången natrium av Humphry Davy, genom elektrolys av natriumhydroxid.

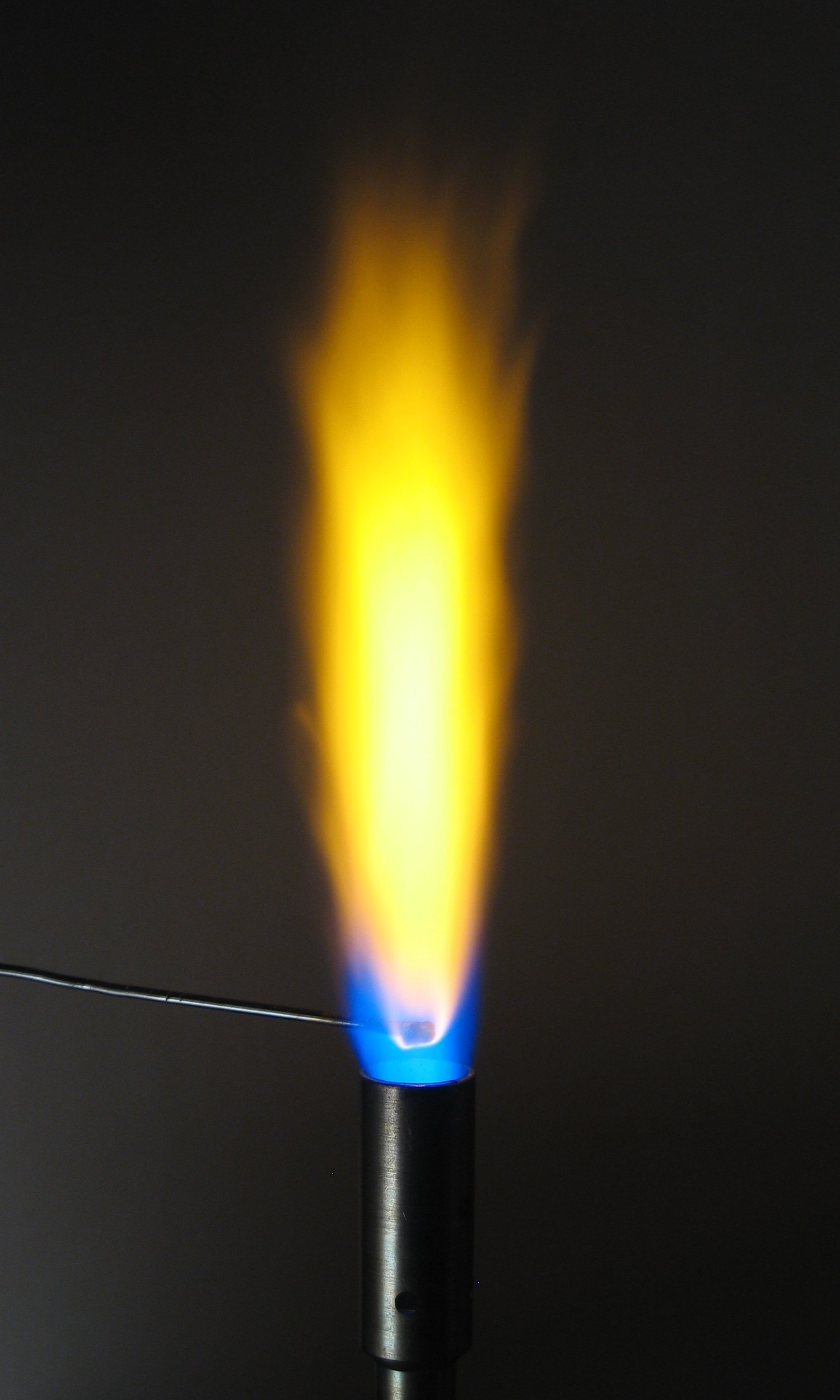
Ett natriumsalt i en flamma färgar flamman gul

## Biologiska roller
Natrium förekommer även mycket i kroppen, då i jonform (Na+). Det har en viktig roll i osmoregleringen och upprätthållandet av cellernas membranpotential, vilken är viktig för fortledning av aktionspotentialer (ett slags elektrisk signalering). Na+ finns i mycket högre grad utanför cellerna än inuti. Membranet har kanaler som Na+-jonerna kan strömma igenom. De är i vanliga fall stängda men kan öppnas, då strömmar Na+-joner in i cellen. Den elektrokemiska gradienten som ger membranpotentialen uppstår dels genom de stängda kanalerna, och dels med hjälp av Na+/K+-pumpen. Detta är en pump som kräver energi (i form av ATP) och gör att Na+ pumpas ut ur cellen samtidigt som K+ (kalium) kommer in.

## Historia
Natrium renframställdes första gången 1807 av engelsmannen Humphry Davy genom att elektrolysera smält natriumhydroxid i en platinasked.
Natriumföreningar har varit kända sedan antiken då man kände till två sorters soda, natrium- och kaliumkarbonat, vilka man inte kunde skilja mellan varför båda benämndes med det grekiska nitron. Ur detta kom det arabiska ordet natron, och ordet nitron kom senare att beteckna kaliumkarbonatet.
Det var först under 1700-talet man lärde sig skilja mellan natrium- och kaliumföreningar. Natriumkarbonat kallades då mineraliskt alkali, medan kaliumkarbonatet kallades vegetabiliskt alkali eftersom det kunde framställas ur växtaska.

## Natrium via kosten
I Livsmedelsverkets senaste rikstäckande undersökning av kostvanor i den svenska befolkningen, Riksmaten – vuxna 2010–11, var det rapporterade intaget av natrium per dag i genomsnitt 2 746 mg för kvinnor, 3 591 mg för män och 3 118 mg för hela gruppen i undersökningen. Detta motsvarar en genomsnittlig koksaltmängd av 6,9 gram NaCl för kvinnor, 9,0 gram NaCl för män och 7,8 gram NaCl för hela gruppen. De äldsta kvinnorna och männen hade lägre intag av natrium än vad övriga kvinnor respektive män hade.